# Academia adwich vol. 1

## Academia Adwich Vol. 1
Academia Adwich Vol. 1 es una novela de fantasía juvenil escrita por el autor italo-venezolano Sabatino Paparoni Manfredi. Fue publicada originalmente el 28 de diciembre de 2023 en la plataforma Wattpad, y posteriormente lanzada en formato físico a través de Amazon. En 2025, se publicó una edición revisada bajo el título Definitive Edition, que incluye correcciones narrativas y ajustes editoriales.
La obra constituye el primer volumen de una saga planificada en cuatro entregas.

### Sinopsis
La novela presenta a Susan Davies, una adolescente británica que obtiene una beca para ingresar a la Academia Adwich, una institución prestigiosa ubicada en un entorno aislado. A medida que se adapta a su nuevo entorno, descubre que la academia oculta secretos relacionados con su linaje familiar. La historia combina elementos de fantasía, misterio y horror, enmarcados en una trama juvenil con componentes sobrenaturales.

### Personajes centrales
- Susan Davies: Estudiante de 15 años que ingresa a la Academia Adwich.
- Albert Berdugo: Compañero de Susan.
- Penny Brown: Amiga cercana de Susan.
- Fleur Dubois: Estudiante con actitud reservada.
- Charlotte Scott: Personaje vinculado al pasado de la academia.
- Thomas Scott: Figura antagonista.
- Eva: Estudiante con liderazgo dentro de una organización secreta.

### Géneros
- Fantasía
- Literatura juvenil
- Misterio
- Sobrenatural
- Terror
- Drama
- Romance